# 定慧寺后殿
定慧寺后殿，位于中国河北省唐山市西佑国寺村，为唐山市丰润区的一个省级文物保护单位，类型为古建筑，公布时间为1982年7月23日。
定慧寺后殿的历史年代为明代。